# Eterosonycha alpina
Espèce
Synonymes
- Textricella parva Hickman, 1945

Eterosonycha alpina est une espèce d'araignées aranéomorphes de la famille des Anapidae.

## Systématique
L'espèce Eterosonycha alpina a été décrite en 1932 par l'arachnologiste australien L. S. G. Butler (d).

## Distribution
Cette espèce est endémique d'Australie. Elle se rencontre en Nouvelle-Galles du Sud, au Victoria et en Tasmanie.

## Description
L'holotype de Eterosonycha alpina, une femelle, mesure 1,14 mm de longueur totale et la longueur de son abdomen est de 0,58 mm. Elle présente deux rangées de quatre yeux chacune. 
Le mâle présente des caractéristiques similaires à celle de la femelle.

## Publication originale
- (en) L. S. G. Butler, « Studies in Australian spiders, No. 2 », Proceedings of the Royal Society of Victoria. New series, Melbourne, Inconnu, vol. 44, no 2,‎ 1932, p. 103-117 (ISSN 0035-9211, lire en ligne).